# آل علوي محمر (لودر)

تعديل مصدري - تعديل

آل علوي محمر هي إحدى قرى عزلة زارة بمديرية لودر التابعة لمحافظة أبين، بلغ تعداد سكانها 31 نسمة حسب تعداد اليمن لعام 2004.